# Hvide nætter (film fra 1959)
Hvide nætter (russisk: Белые ночи, translit.: Belye notji) er en sovjetisk spillefilm fra 1959 instrueret af Ivan Pyrjev.
Filmen er baseret på novellen af samme navn af Fjodor Dostojevskij. 

## Handling
Filmen foregår i Sankt Petersborg i midten af 1800-tallet om sommeren og handler om en ensom drømmer, der møder en kvinde, Nastja, som han straks bliver forelsket i. Hver nat vandrer de gennem byen. Det ser ud som om, at manden har fået sin eneste ene, men snart kommer en anden mand ind i Nastjas liv ......

## Medvirkende
- Ljudmila Martjenko som Nastenka
- Oleg Strizjenov
- Anatolij Fedorinov
- Vera Popova som Praskovja Ivanovna
- Svetlana Kharitonova som Fjokla